# Rondo 15. Południk

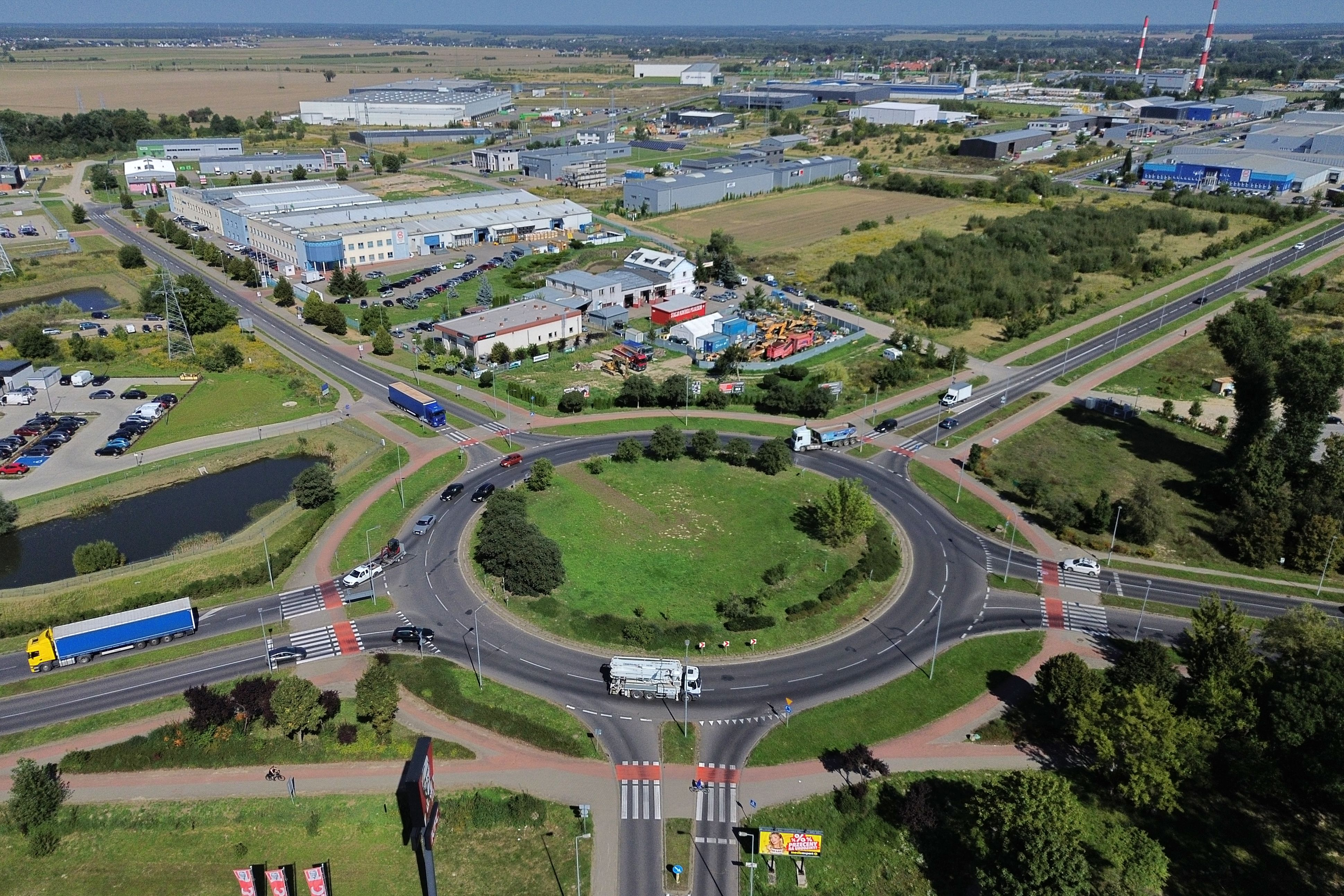
Rondo 15. Południk i zabudowania Stargardzkiego Parku Przemysłowego

Rondo 15. Południk – jeden z placów w Stargardzie położony w ciągu ul. Szczecińskiej w zachodniej części miasta tuż przy jego granicy. Zostało oddane do użytku 24 sierpnia 2004.
Jest to pięciowylotowe rondo: ul. Szczecińska (w kierunku centrum Stargardu oraz w kierunku Szczecina), ul. Hanzeatycka, ul. Skandynawska oraz wjazd do Tesco. Jego średnica zewnętrzna wynosi 80 m. Rondo zostało wybudowane w celu ułatwienia dojazdu do Stargardzkiego Parku Przemysłowego.
Nazwa ronda pochodzi od przebiegającego w pobliżu 15 południka szerokości geograficznej wschodniej - podstawy wyznaczania czasu środkowoeuropejskiego. Została ona wybrana w ramach plebiscytu organizowanego przez Głos Stargardzki, a wybór czytelników zatwierdziła Rada Miejska.